# Megan Stott
Megan Stott (Fayetteville, 23 maart 2003) is een Amerikaans actrice. Ze speelde onder andere in de televisieserie Little Fires Everywhere en de films Yes Day en Aftermath.

## Biografie
Stott groeide op in Fayetteville in de Amerikaanse staat Arkansas en begon met acteren op jonge leeftijd. Ze werd door haar vocalcoach aangeraden om zich in te schrijven bij een acteerbureau.
Stott maakte haar acteerdebuut in 2020 door het personage Izzy te spelen, de dochter van Reese Witherspoon's in een boekverfilming van Celeste Ng's Little Fires Everywhere. In april 2020 voegde ze zich bij de cast van de familiekomediefilm Yes Day naast Jennifer Garner en Jenna Ortega. In 2020 verscheen Stott in de komische horroranthologieserie Just Beyond.
In 2024 had Stott een hoofdrol als Penelope in de Netflix coming-of-age televisieserie Penelope geschreven door Mark Duplass en Mel Eslyn. Hetzelfde jaar had ze een hoofdrol in de actiethrillerfilm  Aftermath naast Dylan Sprouse en Mason Gooding.

## Filmografie

### Films
| Jaar | Film      | Rol               |
| ---- | --------- | ----------------- |
| 2021 | Yes Day   | Layla             |
| 2024 | Aftermath | Madeleine Daniels |

### Televisie
| Jaar | Serie                   | Rol             | Extra    |
| ---- | ----------------------- | --------------- | -------- |
| 2020 | Little Fires Everywhere | Izzy Richardson | 7 afl.   |
| 2021 | Just Beyond             | Olivia          | 1 afl.   |
| 2024 | Penelope                | Penelope        | Titelrol |